# Orconectes immunis
Espèce
Statut de conservation UICN

 LC  : Préoccupation mineure
L'écrevisse calicot (Orconectes immunis) est une espèce d'écrevisses d'eau douce nord-américaine qui a été introduite en Europe, où elle a d'abord colonisé le Rhin. Elle vit dans des plans d'eau à débit lent et peut survivre en s'enfouissant s'ils s'assèchent.

## Description
Orconectes immunis ressemble à plusieurs autres espèces d'écrevisses du genre Orconectes. Elle se distingue par la coloration des pinces, mais il peut être difficile d'identifier un spécimen par ce trait distinctif sans le comparer aux spécimens de référence. Elle se distingue de l'écrevisse à pinces bleues (en) par la présence d'une encoche près de la base intérieure du doigt mobile des grandes pinces,.

## Distribution

### Amérique du Nord
Orconectes immunis se trouve naturellement dans la partie de l'Amérique du Nord qui s'étend du Maine et du Connecticut, dans l'est, au Colorado et au Wyoming, dans l'ouest, et du Canada, dans le nord, à l'Alabama, dans le sud. Au Canada, l'espèce a été enregistrée au Manitoba, en Ontario et au Québec, mais les populations du Québec résultent peut-être d'introductions de l'espèce par des pêcheurs à la ligne de New York ; les populations canadiennes sont concentrées dans le sud de l'Ontario. On croit que l'espèce a été introduite dans plusieurs États de la Nouvelle-Angleterre, dont le Massachusetts, le Maine, le New Hampshire, le Rhode Island et le Vermont.

### Europe
Espèce en vogue dans les animaleries allemandes, Orconectes immunis est un « animal de compagnie » que l'on retrouve dans des aquariums ou des bassins. La première échappée enregistrée de cette espèce est celle d'un individu dans un petit canal de la vallée du Rhin, dans le Bade-Wurtemberg, en 1997. Plus tard, on a découvert une population en âge de reproduction qui s'est répandue au moins jusqu'à Karlsruhe (à 45 km en aval) et peut-être jusqu'à Spire (à 35 km en aval de Karlsruhe). On a depuis observé l'espèce dans d'autres régions de l'Europe, dont l'État de Rhénanie-Palatinat et la France (la première fois en 2010, dans le département du Bas-Rhin), où elle peut être considérée comme naturalisée. Elle semble supplanter une autre espèce envahissante, l'écrevisse américaine, qui est présente dans la région depuis cinquante ans.

## Écologie
O. immunis ne se trouve que dans les plans d'eau à débit lent tels que les ruisseaux, les étangs, les marais et les fossés, alors que l'écrevisse à pinces bleues vit aussi dans les rivières à débit modéré. La première peut survivre dans les régions où le niveau d'eau fluctue beaucoup, en s'enfouissant lorsque les eaux de surface décroissent.

## Dénomination
O. immunis est décrite pour la première fois sous le nom de Cambarus immunis dans Monograph of the North American Astacidae de Hermann August Hagen en 1870. Les premiers spécimens provenaient de Lawn Ridge, dans le comté de Marshall (Illinois).